# Domenico Fioravanti
Domenico Fioravanti (Trecate, 31 maggio 1977) è un ex nuotatore italiano, il primo italiano a divenire campione olimpico nel nuoto in corsia e primo atleta a vincere la combinata 100 e 200 metri rana in un'edizione dei Giochi olimpici (Sydney 2000).

## Biografia

### Attività agonistica
Incomincia con l'allenatore federale Paolo Sartori nella Libertas Nuoto Novara, società nella quale rimarrà fino al 1999, passando poi nelle file dell'esercito all'interno delle Fiamme Gialle. In carriera si è specializzato nella rana con i 100 metri come distanza preferita, ma è stato competitivo anche negli altri stili tanto da conquistare una medaglia europea nella staffetta 4 x 50 m stile libero e diventare campione italiano nei 50 m delfino e nei 100 e 200 m misti. Durante la carriera agonistica ha vinto 46 titoli nazionali.
Vince i primi titoli italiani ai campionati estivi del 1995, quindi disputa il suo primo campionato europeo, a Vienna. L'anno successivo vince ancora i titoli italiani nei 100 e 200 m rana, ma non è convocato per i Giochi olimpici di Atlanta. Partecipa però alla prima edizione degli europei in vasca corta di Rostock dove va in finale nei 100 m rana e vince la sua prima medaglia internazionale: l'argento in 4×50 m stile libero con Emanuele Merisi, Luca Belfiore e René Gusperti. Nel 1997 ottiene i primi ori in carriera ai Giochi del Mediterraneo di Bari nei 100 m rana e nella staffetta 4x100 m mista. Ai successivi europei in vasca da 50 metri sfiora il podio con la staffetta 4×100 m mista ed è finalista nei 100 m rana.
Il 1998 è un altro anno di crescita: in Italia si aggiudica nove titoli nazionali tra individuali e staffette; è convocato ai campionati del mondo di Perth dove va in finale (5º) nei 100 m rana; non partecipa a quella della 4 x 100 m mista poiché la staffetta è solo nona in batteria. A luglio viene invitato ai Goodwill Games di New York arrivando terzo nella staffetta mista. Termina l'anno agli Europei in vasca corta di Sheffield dove è finalista nei 50 m rana. La conferma dell'entrata nell'élite mondiale della rana nel 1999 gliela dà la medaglia d'argento vinta nei mondiali in vasca corta di Hong Kong nei 100 m rana; 5º posto nei 50 m. Agli Europei di Istanbul di fine luglio entra in quattro finali: staffetta mista e le tre della rana, dove nei 100 m vince la sua prima medaglia d'oro europea. Conquista altri nove campionati italiani tra rana e staffette.
Nel 2000 agli europei in vasca lunga di Helsinki che precedono i Giochi olimpici Domenico migliora i risultati di Istanbul vincendo la gara dei 100 m e arrivando secondo in quella dei 200. Poi ai Giochi di Sydney ottiene le più grandi vittorie della carriera, conquistando due medaglie d'oro: nei 100 e nei 200 metri rana.
Incomincia la stagione 2000-2001 vincendo ancora due ori (50 e 100 m) e un argento (200 m) nella rana agli Europei in vasca corta di Valencia.

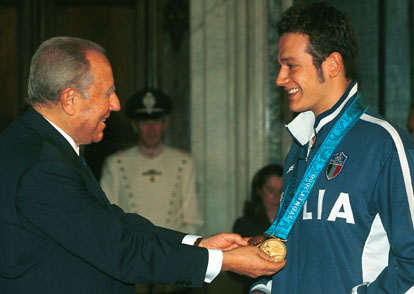
Domenico Fioravanti ricevuto al Palazzo del Quirinale dal presidente della Repubblica Carlo Azeglio Ciampi

Ai Campionati del Mondo di Fukuoka in Giappone del 2001 nuota nelle tre finali della rana, vincendo la medaglia d'argento sui 100 m e di bronzo nei 50. Nel 2002 problemi fisici alla spalla destra lo costringono a sottoporsi a un'operazione chirurgica che gli fa perdere in sostanza quasi tutta la stagione: non partecipa agli europei e affronta un periodo di recupero. Riesce a partecipare ai campionati mondiali di Barcellona del 2003 dove arriva in finale nei 100 m rana.
Durante la preparazione per i giochi olimpici di Atene 2004 gli viene diagnosticata una ipertrofia cardiaca. A scopo precauzionale gli viene quindi impedito di proseguire l'attività agonistica. Attualmente è testimonial della Federazione Italiana Nuoto (FIN) e inviato Rai in occasione dei più importanti eventi di nuoto.
Nel novembre 2011 Fioravanti è inserito nella prestigiosa International Swimming Hall of Fame. È il tredicesimo italiano a entrarvi.

#### Attività politica
In occasione delle elezioni politiche del 2018 si candida alla Camera dei Deputati nel collegio uninominale di Torino-Barriera col Movimento 5 Stelle; prevale tuttavia il candidato del centro-destra Roberto Rosso. Alla vigilia delle elezioni era stato anche proposto da Luigi Di Maio come ministro per lo Sport in caso di vittoria del Movimento 5 Stelle.

## Primati personali
Vasca lunga
- 50 m rana: 27"72
- 100 m rana: 1'00"46
- 200 m rana: 2'10"87 (già record europeo)

Vasca corta
- 50 m rana: 27"10
- 100 m rana: 58"89
- 200 m rana: 2'08"76
- 100 m misti: 54"81
- 50 m dorso: 26"16
- 50 m farfalla: 24"33
- 50 m stile libero: 22"76
- 200 m misti: 2'03"45
- 400 m misti: 4'22"02

## Palmarès
- E = primato europeo

| Giochi olimpici            | ---                     | ---                     | 100 m rana                | 200 m rana                | ---                               | ---                             |
| 2000 Sydney Australia      | ---                     | ---                     | Oro 1'00"46               | Oro 2'10"87 - E           | ---                               | ---                             |
| Campionati del mondo       | ---                     | 50 m rana               | 100 m rana                | 200 m rana                | ---                               | 4×100 m mista                   |
| 1998 Perth Australia       | ---                     | ---                     | 5º 1'02"13                | 16º in semifinale 2'22"30 | ---                               | 9º - 3'44"20 frazione: 1'02"52  |
| 2001 Fukuoka Giappone      | ---                     | Bronzo 27"72            | Argento 1'00"47           | 4º 2'11"34                | ---                               | 12º - 3'43"32 frazione: 1'01"82 |
| 2003 Barcelona Spagna      | ---                     | ---                     | 6º 1'01"23                | 13º in semifinale 2'14"60 | ---                               | ---                             |
| Mondiali in vasca corta    | ---                     | 50 m rana               | 100 m rana                | 200 m rana                | ---                               | 4×100 m mista                   |
| 1999 Hong Kong Hong Kong   | ---                     | 5º 27"73                | Argento 59"88             | elim. in batteria 2'12"78 | ---                               | ---                             |
| 2000 Atene Grecia          | ---                     | 7º 27"80                | elim. in batteria 1'01"78 | elim. in batteria 2'18"17 | ---                               | ---                             |
| Campionati europei         | ---                     | 50 m rana               | 100 m rana                | 200 m rana                | ---                               | 4×100 m mista                   |
| 1995 Vienna Austria        | ---                     | ---                     | 21º in batteria 1'04"87   | ---                       | ---                               | ---                             |
| 1997 Siviglia Spagna       | ---                     | elim. in batteria 29"70 | 5º 1'02"51                | 3º in finale B 2'16"77    | ---                               | 4º - 3'43"92 frazione: 1'02"53  |
| 1999 Istanbul Turchia      | ---                     | 4º 28"33                | Oro 1'01"34               | 5º 2'15"06                | ---                               | 8º - 3'43"07 frazione: 1'01"64  |
| 2000 Helsinki Finlandia    | ---                     | 5º 28"32                | Oro 1'02"02               | Argento 2'14"87           | ---                               | 5º - 3'41"88 frazione: 1'01"53  |
| Europei in vasca corta     | 50 m dorso              | 50 m rana               | 100 m rana                | 200 m rana                | 4×50 m stile libero               | 4×50 m mista                    |
| 1996 Rostock Germania      | ---                     | elim. in batteria 28"64 | 5º 1'01"41                | elim. in batteria 2'16"57 | Argento: 1'38"50 frazione: 27"58  |                                 |
| 1998 Sheffield Regno Unito | ---                     | 6º 27"98                | elim. in batteria 1'01"30 | elim. in batteria 2'13"85 | ---                               | ---                             |
| 1999 Lisbona Portogallo    | ---                     | elim. in batteria 28"42 | 5º 1'00"23                | 7º 2'12"18                | ---                               | ---                             |
| 2000 Valencia Spagna       | ---                     | Oro 27"11               | Oro 58"89                 | Argento 2'08"76           | 6º - 1'29"91 frazione: 22"17      | 9º - 1'40"70 frazione: 26"16    |
| 2001 Anversa Belgio        | elim. in batteria 26"16 | ---                     | ---                       | ---                       | ---                               | ---                             |
| 2002 Riesa Germania        | ---                     | 12º in semifinale 27"82 | 9º in semifinale 1'00"60  | ---                       | Argento - 1'26"63 frazione: 21"66 | 12º - 1'40"55 frazione: 26"78   |
| Giochi del Mediterraneo    | ---                     | ---                     | 100 m rana                | 200 m rana                | ---                               | 4×100 m mista                   |
| 1997 Bari Italia           | ---                     | ---                     | Oro 1'02"29               | Argento 2'15"17           | ---                               | Oro: 3'44"60 :                  |
| Goodwill Games             | ---                     | ---                     | 100 m rana                | 200 m rana                | ---                               | 4×100 m mista                   |
| 1998 New York Stati Uniti  | ---                     | ---                     | 6º 1'02"16                | elim. in batteria 2'26"41 | ---                               | Bronzo: 3'40"54 :               |

### Campionati italiani
33 titoli individuali e 13 in staffette, così ripartiti:
- 9 nei 50 m rana
- 15 nei 100 m rana
- 6 negli 200 m rana
- 1 nei 50 m farfalla
- 1 nei 100 m misti
- 1 nei 200 m misti
- 1 nella staffetta 4×50 m stile libero
- 4 nella staffetta 4×100 m stile libero
- 8 nella staffetta 4×100 m mista

| Anno | Edizione    | st.libero 4×50 m | st.libero 4×100 m | st.libero 4×200 m | rana 50 m | rana 100 m | rana 200 m | farfalla 50 m | misti 100 m | misti 200 m | mista 4×50 m | mista 4×100 m |
| ---- | ----------- | ---------------- | ----------------- | ----------------- | --------- | ---------- | ---------- | ------------- | ----------- | ----------- | ------------ | ------------- |
| 1995 | Primaverili | nd               | -                 | -                 | nd        | 2          | -          | nd            | nd          | -           | nd           | -             |
| 1995 | Estivi      | nd               | -                 | -                 | nd        | 1          | 1          | nd            | nd          | -           | nd           | -             |
| 1996 | Primaverili | nd               | -                 | -                 | nd        | 1          | 1          | nd            | nd          | -           | nd           | 2             |
| 1996 | Estivi      | nd               | -                 | -                 | nd        | 1          | 2          | nd            | nd          | -           | nd           | 1             |
| 1997 | Primaverili | nd               | -                 | -                 | nd        | 1          | -          | nd            | nd          | -           | nd           | 1             |
| 1997 | Estivi      | nd               | -                 | -                 | nd        | 1          | 2          | nd            | nd          | 1           | nd           | 3             |
| 1998 | Primaverili | nd               | 1                 | -                 | nd        | 1          | -          | nd            | nd          | -           | nd           | 1             |
| 1998 | Estivi      | nd               | 1                 | -                 | nd        | 1          | -          | nd            | nd          | -           | nd           | 1             |
| 1998 | Invernali   | nd               | nd                | nd                | 1         | 1          | 1          | -             | -           | -           | nd           | nd            |
| 1999 | Primaverili | nd               | -                 | -                 | 1         | 1          | 2          | -             | nd          | -           | nd           | 1             |
| 1999 | Estivi      | nd               | -                 | -                 | 1         | 1          | -          | -             | nd          | -           | nd           | 1             |
| 1999 | Invernali   | nd               | nd                | nd                | 1         | 1          | 1          | -             | -           | -           | nd           | nd            |
| 2000 | Primaverili | nd               | 2                 | -                 | 1         | 1          | 1          | -             | nd          | -           | nd           | 2             |
| 2000 | Estivi      | nd               | -                 | 2                 | 1         | 1          | 2          | -             | nd          | 2           | nd           | 1             |
| 2000 | Invernali   | 1                | nd                | nd                | 2         | -          | -          | -             | -           | -           | 2            | nd            |
| 2001 | Primaverili | nd               | 1                 | -                 | 1         | 1          | 1          | -             | nd          | -           | nd           | 1             |
| 2001 | Invernali   | -                | nd                | nd                | 2         | 2          | -          | 1             | 1           | -           | -            | nd            |
| 2002 | Primaverili | nd               | 1                 | -                 | 1         | -          | -          | -             | nd          | -           | nd           | 3             |
| 2002 | Invernali   | 3                | nd                | nd                | -         | 2          | -          | -             | 2           | -           | -            | nd            |
| 2003 | Primaverili | nd               | -                 | -                 | -         | -          | -          | -             | nd          | -           | nd           | 3             |
| 2003 | Estivi      | nd               | -                 | -                 | 1         | 1          | -          | -             | nd          | -           | nd           | -             |

- nd = non disputata

## Riconoscimenti
- Nel maggio 2015, una targa a lui dedicata fu inserita nella Walk of Fame dello sport italiano a Roma, riservata agli ex-atleti italiani che si sono distinti in campo internazionale.[9][10]

## Curiosità
Dalla faccenda dell'ipertrofia cardiaca prende spunto l'attore Raoul Bova per la miniserie tv Come un delfino, andata in onda il 1 e il 2 marzo 2011 su Canale 5. Lui stesso appare nel film in un breve cameo.